# Denpa Onna to Seishun Otoko
Denpa Onna to Seishun Otoko (電波女と青春男, "A Mulher Denpa e o Homem na Flor da Idade", "denpa" é um termo japonês usado para se referir a uma pessoa que está louca ou tem crenças estranhas, e "seishun" tem significado de juventude, adolescência, flor da idade e outros termos relacionados), é uma série de light novel japonesa escrita por Hitoma Iruma, com ilustrações de Buriki. O primeiro volume da light novel foi lançado em janeiro de 2010 e o oitavo e último volume foi lançado em 10 de abril de 2011, todos publicados pela ASCII Media Works. Uma adaptação para mangá começou a ser publicada em outubro de 2010 na revista Dengeki G's Magazine. Uma adaptação para anime produzida pelo estúdio Shaft com direção de Shinbou Akiyuki, roteiro de Ayana Yukoko e character design de Nishida Asako começou a ser exibida no Japão em 15 de abril de 2011 na emissora TBS e terminou em 1 de Julho de 2011, com 12 episódios. Um episódio extra, corresponde ao episódio 13 do anime, foi lançado junto com o último volume do Blu-ray\DVD do anime, em fevereiro de 2012.

## Sinopse
A história gira em torno de um garoto chamado Makoto Niwa. Ele vive com a família de sua tia, pois seus pais estão viajando a negócios. É lá onde ele se encontra com sua prima, uma misteriosa garota chamada Touwa Erio, que tem um comportamento anormal como o de andar enrolada em um cobertor e se denominar alienígena. Sua comida favorita é pizza. Erio havia desaparecido há meio ano e foi encontrada boiando no mar. Ela não lembra de nada sobre o que aconteceu durante esse período de tempo, mas começou a pensar que era de fato uma alienígena.

## Personagens
Makoto Niwa (丹羽 真, Niwa Makoto)
Dublado por: Miyu Irino
Makoto é um estudante colegial e protagonista da história, ele se transfere para a cidade depois que seus pais vão ao exterior. Ele constantemente tenta controlar seus "pontos de adolescência", que sobem e descem com base em seus encontros com outras garotas.
Erio Touwa (藤和 エリオ, Touwa Erio)
Dublada por: Asuka Oogame
Erio é prima do Makoto. Um dia, ela desapareceu misteriosamente durante seis meses, sem nenhuma memória do que aconteceu durante esse tempo. Ao mesmo tempo, ela começou a ter um fascínio extremo por alienígenas. Em consequência de um incidente em que ela quebrou sua perna enquanto tentava voar em sua bicicleta, ela começou a se enrolar dentro de um futon.
Ryuuko Mifune (御船 流子, Mifune Ryuuko)
Dublada por: Emiri Katou
Mifune é uma colega de classe do Makoto, ela é bastante amigável com ele. Devido ao kanji em seu nome, ela é muitas vezes apelidada de Ryushi, que ela particularmente não gosta.
Maekawa (前川, Maekawa)
Dublada por: Mai Fuchigami
Maekawa é outra colega de classe do Makoto, que é bastante alta. Ela fica tonta, se ela levanta os seus braços sobre a sua cabeça por mais de dez segundos, e muitas vezes usa trajes diferentes.
Meme Touwa (藤和 女々, Touwa Meme)
Dublada por: Ai Nonaka
Meme é a tia de Makoto e mãe da Erio, embora Meme tende a ignorar completamente a Erio. Ela repetidamente tenta seduzir o Makoto.

## Mídia

### Light Novel
Foram lançados ao todo oito light novel de Denpa Onna to Seishun Otoko, sendo que o primeiro volume foi lançado em 7 de janeiro de 2009 e o último em 10 de abril de 2011 pela editora ASCII Media Works. A série de light novel foi escrita por Hitoma Iruma, e ilustrada por Buriki.
| N.º | Data de lançamento lançamento original | ISBN lançamento original |
| --- | -------------------------------------- | ------------------------ |
| 1   | 10 de janeiro de 2009                  | 978-4-04-867468-3        |
| 2   | 10 de maio de 2009                     | 978-4-04-867810-0        |
| 3   | 10 de novembro de 2009                 | 978-4-04-868138-4        |
| 4   | 10 de março de 2010                    | 978-4-04-868395-1        |
| 5   | 10 de junho de 2010                    | 978-4-04-868596-2        |
| 6   | 10 de setembro de 2010                 | 978-4-04-868880-2        |
| 7   | 10 de dezembro de 2010                 | 978-4-04-870125-9        |
| 8   | 10 de abril de 2011                    | 978-4-04-870430-4        |
| SF  | 10 de abril de 2011                    | 978-4-04-870470-0        |

### Mangá
Uma adaptação para mangá, ilustrada por Masato Yamane é publicada na revista Dengeki G's Magazine.
| N.º | Data de lançamento lançamento original | ISBN lançamento original |
| --- | -------------------------------------- | ------------------------ |
| 1   | 27 de maio de 2011                     | 978-4-04-870482-3        |
| 2   | 27 de março de 2012                    | 978-4-04-886458-9        |
| 3   | 15 de dezembro de 2012                 | 978-4-04-891197-9        |
| 4   | 27 de agosto de 2013                   | 978-4-04-891691-2        |

### Anime
Foi revelado durante o TBS Anime Festa 2010, ocorrido nos dias 7 e 8 de Agosto, que estava sendo produzido o anime de Denpa onna to Seishun Otoko. Posteriormente o anime teve a previsão oficializada para abril de 2011 estreando na emissora TBS. O anime produzido pelo estúdio Shaft, com direção de Shinbou Akiyuki, roteiro de Ayana Yukoko e character design de Nishida Asako começou a ser exibido em 15 de Abril de 2011 na emissora TBS e foi finalizado em 1 de Julho de 2011, com ao todo 12 episódios. Os episódios do anime serão disponibilizados em DVD (em versão regular e limitada) e Blu-Ray. O primeiro volume foi lançado em 22 de junho de 2011, o segundo em 27 de julho de 2011, o terceiro em 24 de agosto de 2011, o quarto em 21 de setembro de 2011, o quinto em 26 de outubro de 2011, o sexto em 23 de novembro de 2011 e o sétimo e último volume foi lançado em 8 de fevereiro de 2012, esse volume foi acompanhado com um episódio extra correspondente ao episódio 13 do anime, que não foi televisionado, sendo exclusivo do DVD/BD.

#### Episódios
| #  | Título Original em Rōmaji \| Kanji | Título em Português (Tradução)                                                                                                | Data de Exibição (Japão) |
| -- | --- | --- | ------------------------ |
| 01 | "Uchūjin no Tokai" (宇宙人の都会) | "Cidade de Alienígenas" | 15 de abril de 2011      |
| 02 | "Shissōsuru Shishunki no Paranoia" (失踪する思春期のパラノイア) | "Paranoia da Minha Adolescência Desaparecendo"                                                                                | 22 de abril de 2011      |
| 03 | "Chi o Hau Shōjo no Fushigi na Setsuna" (地を這う少女の不思議な刹那) | "Um Momento Estranho Para a Garota Amarrada ao Chão"                                                                          | 29 de abril de 2011      |
| 04 | "Migiude Kossetsu Zenchi Ikkagetsu" (右腕骨折全治一箇月) | "Um Mês Para Curar Um Braço Direito Quebrado"                                                                                 | 6 de maio de 2011        |
| 05 | "Sankusugibingu no Yūutsu" (サンクスギビングの憂鬱) | "Melancolia de Ação de Graças"                                                                                                | 13 de maio de 2011       |
| 06 | "Ryū"ko"-san no, Nanchū ka, mo Yātto" (リュウ『コ』さんの、なんちゅーか、もやーっと)                                                                                        | "Ryuuko-san meio que frustrada"                                                                                               | 20 de maio de 2011       |
| 07 | "Dareka-san no Omoide ni Naru Hi" (誰かさんの思い出になる日) | "Um Dia Para Ser Lembrado" | 27 de maio de 2011       |
| 08 | "Tsiorukofusukii no Inori" (ツィオルコフスキーの祈り) | "A Oração de Tsiolkovsky" | 3 de junho de 2011       |
| 09 | "Chiiki Gentei Uchūjin Jiken" (地域限定宇宙人事件) | "Acidente Alienígena Regional"                                                                                                | 10 de junho de 2011      |
| 10 | "Nokishita Shōjo" (軒下少女) | "Garota de Debaixo do Convés"                                                                                                 | 17 de junho de 2011      |
| 11 | "Kotoshi no Natsu wa Basuke to Chōnōryoku to Futon to Tentai Kansoku to Matsuri to Yakyū to Meme-tan to" (今年の夏はバスケと超能力と布団と天体観測と祭りと野球と女々たんと) | "O Verão deste Ano é Basquete e Poderes Paranormais e Futons e Observação Astronômica e Festivais e Baseball e Meme-tan e..." | 1 de julho de 2011       |
| 12 | "Byōsoku 0.00000000198 Senchimētoru" (秒速0.00000000198センチメートル) | "0.00000000198 Centímetros por Segundo"                                                                                       | 1 de julho de 2011       |

### Música
O tema de abertura é "Os-Uchuujin" (Os-宇宙人) cantado por Erio o Kamatte-chan, uma banda composta por Asuka Oogame (dubladora da personagem Erio Touwa) e Shinsei Kamattechan (um grupo japonês de rock alternativo) e o tema de encerramento é "Ruru" (ルル) por Etsuko Yakushimaru. O single do tema de abertura foi lançado em 27 de abril de 2011 e o single de encerramento foi lançado em 25 de maio de 2011.

#### Músicas do anime
Tema de abertura:
- Os-Uchuujin (Os-宇宙人) por Erio o Kamatte-chan

Tema de encerramento:
- Ruru (ルル) por Etsuko Yakushimaru

## Ligações Externas
- Denpa Onna to Seishun Otoko - ASCII Media Works (em japonês)
- Denpa Onna to Seishun Otoko - StarChild (em japonês)
- Denpa Onna to Seishun Otoko - Emissora TBS (em japonês)
- Denpa Onna to Seishun Otoko (anime) na enciclopédia do Anime News Network (em inglês)